# Placothea philippinensis
Placothea philippinensis är en svampart som beskrevs av Syd. 1931. Placothea philippinensis ingår i släktet Placothea, divisionen sporsäcksvampar och riket svampar.   Inga underarter finns listade i Catalogue of Life.